# Lagaropsylla micula
Lagaropsylla micula är en loppart som beskrevs av Jordan et Rothschild 1921. Lagaropsylla micula ingår i släktet Lagaropsylla och familjen fladdermusloppor. Inga underarter finns listade i Catalogue of Life.